# Haliporoides cristatus
Haliporoides cristatus är en kräftdjursart som beskrevs av Kensley, Tranter och Griffin 1987. Haliporoides cristatus ingår i släktet Haliporoides och familjen Solenoceridae. Inga underarter finns listade i Catalogue of Life.